# Что случается в один день
«Что случается в один день» (исп. Lo que pasa en una tarde) — комедия испанского драматурга Лопе де Веги, написанная в 1617 году (сохранившаяся рукопись датирована 22 ноября). Относится к числу «комедий плаща и шпаги». Неизвестно, ставилась ли пьеса на сцене при жизни автора. Опубликовал её русский испанист Д. Петров. 
Действие пьесы происходит в Мадриде. В центре сюжета любовная связь Бланки и дона Хуана де Виберы, в финале герои объявляют, что обручаются.